# Braunton Burrows
Braunton Burrows är kullar i Storbritannien.   De ligger i grevskapet Devon och riksdelen England, i den södra delen av landet, 290 km väster om huvudstaden London. Arean är 14,2 kvadratkilometer.